# Silvio d’Anza
Silvio d’Anza (* 29. September 1974 in Frankfurt am Main) ist ein kroatisch-deutscher Sänger (Tenor). Er wird der Popmusik zugerechnet, wobei auch klassische Elemente in seiner Musik zu finden sind.

## Leben
d’Anza ist Sohn einer kroatischen Migrantenfamilie. Seine ersten musikalischen Erfahrungen sammelte er im Kirchenchor. Mit 14 Jahren erhielt er professionelle Gesangsstunden. Danach besuchte er eine Musical-Schule, entschied sich letztendlich aber für die Opernbühne. Sein Vorbild ist Mario Lanza. Nach seinem Abitur studierte Silvio d’Anza an der Frankfurter Hochschule für Musik und Darstellende Kunst Gesang und Klavier, wo er eine Ausbildung zum Operntenor erhielt.
Seine berufliche Karriere startete er als Opernsänger mit den klassischen Paraderollen im In- und Ausland als lyrischer Tenor. Zudem fing er an, eigene Titel zu komponieren sowie zu produzieren, und wechselte später von der Klassik zur populären Musik. Mit seiner Debüt-CD Music 2003 hatte Silvio d’Anza sein erstes Nummer-eins-Album im ehemaligen Jugoslawien und landete seinen ersten Hit mit dem Titel Dalmacijo, don’t say goodbye. Seit dieser Zeit sind fünf Alben in Kroatien, Slowenien, Serbien, Schweiz, Österreich und Deutschland veröffentlicht worden. Sein Deutschland-Debüt gab er 2008 in der Fernsehsendung Winterfest der Volksmusik in Riesa, wo er sein Album Heute, morgen, für immer vorstellte.

## Diskografie
- Music (2003; Croatia Records)
- The Gentlemen Songs (2005; Prime Records)
- Romances (2006-07; Madem Grüezi)
- Heute, morgen, für immer (2008; Sony Music / 105music)
- Baila, Baila – Singleauskopplung vom Album "Heute, morgen für immer" (2008; Sony Music / 105music)
- Tanze mit mir in den Morgen (2009; Sony Music / 105music)
- SILVIO D'ANZA (2012; Sony Music / Palm Records)
- DA CAPO(2013; BVL MUSIC / EDITION 88)
- Ewig Uns(2016; K-Tel)
- Liebe, Amore, Love (2019; MADEM / Grüezi Music AG)
- Meine Lieblingslieder (2021; MCP)
- Engel der Nacht – Singleauskopplung vom Album "Viva Amor" (2021; MCP)

## Fernsehauftritte
- Boxen im Ersten, ARD 2001
- Miss Universe, HRT 2003
- Samschtig-Jass, SRF 2006
- Winterfest der Volksmusik, ARD 2008
- Das große Wunschkonzert, NDR 2008
- ZDF-Fernsehgarten, ZDF 2009
- Frühlingsshow, ZDF 2009
- MusikantenDampfer, ARD 2009
- Alles Gute, MDR 2009
- Das Herbstfest der Volksmusik, ARD 2010
- Fröhlicher Weinberg, SWR 2010
- Fröhlicher Feierabend, SWR 2010
- Immer wieder Sonntags, ARD 2010
- Schaubude, NDR 2010
- ZDF-Fernsehgarten, ZDF 2010
- Hubsis Welt, Gute Laune TV 2010
- Das große Wunschkonzert, NDR 2011
- Süddeutsche TV – Mode und Luxus, VOX 2011
- Weihnachten mit Marianne und Michael, ZDF 2011
- Das große Wunschkonzert, NDR 2012
- Das Winterfest der fliegenden Stars, ARD 2013
- Das große Wunschkonzert, NDR 2013
- Mieten, Kaufen, Wohnen, VOX 2013
- Spass ist für alle da, MDR 2013
- 24 Stunden, SAT 1 2014
- Schlagerspaß mit Andy Borg, SWR, 2021

## Produzent

### Künstler: Silvio d’Anza
- The gentlemen songs (2005; Prime Records)
- Romances (2007; Madem Grüezi)
- Heute, morgen, für immer (2008; Sony Music / 105music)
- Baila, Baila – Single-Auskopplung (2008; Sony Music / 105music)
- Tanze mit mir in den Morgen (2009; Sony Music / 105music)
- SILVIO D'ANZA (2012; Sony Music / Palm Records)
- DA CAPO (2013; BVL MUSIC / EDITION 88)
- Ewig Uns (2016; K-Tel)
- Liebe, Amore, Love (2019; MADEM / Grüezi Music AG)
- Meine Lieblingslieder (2021; MCP)
- Viva Amor (2021; MCP)

### Künstler: Manuela Fellner
- Nimm Dir Zeit für Zweisamkeit (2006-07; Madem Grüezi)

### Künstler: Kemal Monteno
- Da ti ljubav mogu dati (2009; Croatia Records)

### Künstler: Grupa ET
- Da ti ljubav mogu dati (2008; Croatia Records)